# Jurgen van den Goorbergh
Jurgen van den Goorbergh (Breda, 29 december 1969) is een Nederlandse voormalige motorcoureur.

## Levensloop
Van den Goorbergh groeide op in een echte race-familie, zowel zijn vader als zijn oudere broer Patrick reden motor op wedstrijdniveau. Van den Goorbergh was lange tijd Nederlands enige coureur in de hoogste klasse van de motorsport, de 500 cc (en na het afschaffen van die tak ten faveure van de MotoGP) en de MotoGP. Hij begon zijn racecarrière met zogenaamde trials toen hij in 1988 begon met racen.
Hij werd Nederlands kampioen en won het Benelux kampioenschap 250 cc in 1989 en 1990. In 1991 begon hij aan de mondiale motorracesport. Tot 1996 deed hij mee aan de 250 cc klasse, zijn beste klassering was een 4e plaats op Assen.
In 1997 begon hij in de 500 cc klasse en behaalde een keer een vierde startplek. In 1998 won hij de IRTA cup, de cup voor beste privateer. In 1999 rijdt hij voor het Oost-Duitse MuZ team en verrast de wereld met een pole-position op het circuit van Catalonië (Barcelona). Hij herhaalt dit huzarenstukje op Brno.
Zijn beste jaar kwam in 2000 toen hij voor het Nederlandse team Molenaar Racing reed op een tweecilinder 500cc machine, waar de fabrieksmachines viercilinders waren. Hij werd dat jaar 13e met een 5e plaats op Donington Park, 7e in Barcelona en Estoril, 9e op Jerez en Assen, waar hij zelfs even op kop lag. Hij wist een 2e startplek in Barcelona en een 3e startplek in Estoril te halen. Voor het jaar 2000 werd hem de Hans de Beaufort-beker van de KNMV toegekend, dat is de hoogste onderscheiding in de Nederlandse motorsportwereld.
In 2001 reed hij voor Kenny Roberts en wist ook dit jaar voor verrassingen te zorgen. In 2002 kwam hij op een ex-fabrieksmachine (Honda) te rijden, maar het MotoGP tijdperk was aangebroken, welke machines veel krachtiger waren. Hij wist voor het 3e jaar achtereen 13e te worden in de eindstand.
In 2003 en 2004 reed hij in de SuperSport klasse voor Yamaha, waar hij veel voorin reed. Toch wist hij niet zo veel te winnen. In 2005 reed hij een aantal races voor Selmat op een Ducati, maar dit was niet zo'n succes voor hem en hij verbrak het contract. Hij viel in voor de Japanner Makoto Tamada in de MotoGP en wist in een compleet verregend Shanghai een 6e plaats te halen. Een race later werd hij 14e. Hij reed in Assen op een Suzuki Superbike maar wist geen indruk te maken. In 2006 besloot hij een punt achter zijn carrière te zetten. Hij ging werken voor Honda en zou enkele enduro's doen. Hij sloot een contract met Michelin om voor hen banden te testen.
Na zijn wegracecarrière verschijnt Van den Goorbergh nog vaak op tv als commentator bij racewedstrijden en gaat hij voor off-roadwedstrijden rijden. Hij heeft meerdere keren meegedaan aan de Dakar-rally, op zowel de motor als in een auto.
Van den Goorbergh heeft twee kinderen en woont (na een aantal jaren woonachtig te zijn geweest in Monaco) in Breda.

## Statistiek
| Jaar | Klasse      | Team                               | Merk               | Kampioenschap                 | Positie    | Punten     | Bijzonderheden                                                                     |
| ---- | ----------- | ---------------------------------- | ------------------ | ----------------------------- | ---------- | ---------- | ---------------------------------------------------------------------------------- |
| 1988 | 250 cc      |                                    |                    | Nederlands Kampioenschap      | 3e plaats  |            |                                                                                    |
| 1989 | 250 cc      |                                    |                    | Nederlands Kampioenschap      | 3e plaats  |            |                                                                                    |
| 1989 | 250 cc      |                                    |                    | Benelux Kampioenschap         | Kampioen   |            |                                                                                    |
| 1990 | 250 cc      |                                    |                    | Nederlands Kampioenschap      | 2e plaats  |            |                                                                                    |
| 1990 | 250 cc      |                                    |                    | Benelux Kampioenschap         | Kampioen   |            |                                                                                    |
| 1990 | 250 cc      |                                    |                    | Europees Kampioenschap        | 5e plaats  |            |                                                                                    |
| 1991 | 250 cc      |                                    |                    | Nederlands Kampioenschap      | Kampioen   |            |                                                                                    |
| 1991 | 250 cc      | v.d.Goorbergh Racing               | Aprilia            | Wereldkampioenschap           | 18e plaats | 2 punten   | Grand Prix debuut in Frankrijk                                                     |
| 1992 | 250 cc      | v.d.Goorbergh Racing               | Aprilia            | Wereldkampioenschap           |            |            |                                                                                    |
| 1993 | 250 cc      | v.d.Goorbergh Racing               | Aprilia            | Wereldkampioenschap           |            |            |                                                                                    |
| 1994 | 250 cc      | v.d.Goorbergh Racing               | Aprilia            | Wereldkampioenschap           | 17e plaats | 24 punten  | Het jaar van de doorbraak                                                          |
| 1995 | 250 cc      | Maxell Team Global                 | Honda RS           | Wereldkampioenschap           | 12e plaats | 50 punten  | 6e plaats in Assen                                                                 |
| 1996 | 250 cc      | Team MQP Racing                    | Honda              | Wereldkampioenschap           | 11e plaats | 56 punten  | 4e plaats in Assen                                                                 |
| 1997 | 500 cc      | MQP Millar                         | Honda NSR500 V2    | Wereldkampioenschap           | 19e plaats | 29 punten  | 4e startpositie in Assen                                                           |
| 1998 | 500 cc      | DeeCee Racing Team                 | Honda NSR500 V2    | Wereldkampioenschap           | 15e plaats | 40 punten  | 3x top 10 Winnaar IRTA Cup                                                         |
| 1999 | 500 cc      | MUZ                                | Weber MuZ V4       | Wereldkampioenschap           | 16e plaats | 40 punten  | Pole position in Barcelona en Brno                                                 |
| 2000 | 500 cc      | Arie Molenaar Racing               | Honda TSR V2       | Wereldkampioenschap           | 13e plaats | 81 punten  | 5e plaats in Donington Park 2e startpositie in Barcelona 3e in Estoril             |
| 2001 | 500 cc      | Team Kenny Roberts                 | Proton KR3         | Wereldkampioenschap           | 13e plaats | 65 punten  | 4x top 10 4e startplaats in Brno en 3x op 2e startrij                              |
| 2002 | MotoGP      | Kanemoto Honda                     | Honda NSR500 V4    | Wereldkampioenschap           | 13e plaats | 60 punten  | 5e plaats in Phillip Island 7e plaats in Valencia 4e startplaats op Phillip Island |
| 2003 | Supersport  | Team Yamaha Belgarda               | Yamaha YZF-R6      | Wereldkampioenschap           | 3e plaats  | 136 punten | 6x op het podium pole position op Silverstone                                      |
| 2004 | Supersport  | Yamaha Motor Italia                | Yamaha YZF-R6      | Wereldkampioenschap           | 3e plaats  | 130 punten | 1e WK overwinning in Valencia 5x op het podium                                     |
| 2005 | Supersport  | Team Ducati Selmat                 | Ducati 749R        | Wereldkampioenschap           |            | 11 punten  | 5e plaats op Phillip Island Na 2 races samenwerking beëindigd                      |
| 2005 | MotoGP      | Konica Minolta Honda               | Honda RC211V       | Wereldkampioenschap           |            | 12 punten  | 6e plaats in Shanghai en 14e plaats in le Mans als vervanger voor Makoto Tamada    |
| 2005 | Superbikes  | Rizla Suzuki                       | Suzuki GSX-R1000K5 | Wereldkampioenschap           |            |            | WSB debuut 20e en 17e plaats met wildcard in Assen                                 |
| 2006 | Supermotard |                                    | Honda CRF450R      | Nederlands Kampioenschap      |            |            | Testrijder voor Michelin                                                           |
| 2006 | Trial       |                                    | Honda Cota 4RT     | Open Nederlands Kampioenschap |            |            | Testrijder voor Michelin                                                           |
| 2006 | Enduro      |                                    | Honda CRF250R      | Europees kampioenschap        |            |            | Testrijder voor Michelin                                                           |
| 2007 | Supermotard |                                    | Honda CRF450R      | Nederlands Kampioenschap      |            |            | Vaste studiogast bij RTLGP                                                         |
| 2007 | Trial       |                                    | Honda Cota 4RT     | Open Nederlands Kampioenschap |            |            | Vaste studiogast bij RTLGP                                                         |
| 2007 | Enduro      |                                    | Honda CRF250R      | Europees kampioenschap        |            |            | Vaste studiogast bij RTLGP                                                         |
| 2008 | Rally-Raid  | Dakarsport.com                     | Honda CRF450X      | Dakar-rally                   |            |            | rally afgelast vanwege terreurdreiging                                             |
| 2008 | Rally-Raid  | Team Honda Europe / Dakarsport.com | Honda CRF450X      | Central Europe Rally          | 21e plaats |            | Rijtijd 14h11'11"                                                                  |
| 2008 | Enduro      |                                    | Honda CRF450R      | Europees Kampioenschap        |            |            | werkzaam voor Eurosport tijdens TT van Assen                                       |
| 2009 | Rally-Raid  | Dakarsport.com                     | Honda CRF450X      | Dakar-rally                   | 17e plaats |            | Rijtijd 62h08'19"                                                                  |